# Jean-François Vlérick
Jean-François Vlérick est un acteur, metteur en scène et directeur artistique français né le 24 juin 1957 à Toulouse (Haute-Garonne). 
Enfant acteur dans les années 1960 faisant partie de la tribu des « Petits Maurin » avec ses demi-frères Jean-Pierre (1941-1996), Yves-Marie (1944-2009) et Patrick (1947-1982), son frère Dominique (1949-2025) et sa sœur Marie-Véronique, il tourne notamment aux côtés d'acteurs populaires comme Bourvil, Jean Gabin ou encore Fernandel sous le pseudonyme de Jean-François Maurin. 
Très actif dans le doublage, il est notamment connu pour être la voix française régulière de Brad Dourif et Christian Clemenson ainsi qu'une des voix d'Eric Stoltz et Martin Short. Présent dans de nombreux jeux vidéo, il est notamment la voix de Pierro Joplin dans Dishonored ainsi que celle de Mr. Freeze dans plusieurs jeux DC Comics dont les jeux Batman: Arkham.

## Biographie
Jean-François Collignon naît le 24 juin 1957 à Toulouse (Haute-Garonne). Fils du ténor Georges Collignon dit Georges Pierson et de la comédienne Mado Maurin, déjà mère de 4 garçons et réputée dans le métier pour fournir des enfants aux agents artistiques, réalisateurs, producteurs et metteurs en scène, il intègre à son tour la tribu des « Petits Maurin » dès l'âge de trois ans. Celle-ci comprend ses demi-frères Jean-Pierre (1941-1996), Yves-Marie (1944-2009) et Patrick (1947-1982) et son frère Dominique (1949-2025), rejoints quelques années plus tard par sa sœur Marie-Véronique Maurin (née en 1960),. On les retrouve dans nombre de films, téléfilms, dramatiques et feuilletons télévisés de l'ORTF, mais aussi pièces de théâtre et à la radio durant les années 1960 et 1970.
À l'âge de sept ans, déjà connu sous le nom de Jean-François Maurin, il joue au TNP dans Les Troyennes, mis en scène par Michel Cacoyannis ou dans En attendant Godot de Samuel Beckett, mis en scène par Roger Blin, puis à La Cartoucherie de Vincennes et au théâtre de l'Œuvre, en passant par le Café de la Gare. 
Ayant adopté à partir de ses 20 ans les pseudonyme de Jean-François Vlérick, il joue de nombreux téléfilms à la télévision et au cinéma. Il commence sa carrière cinématographique avec Le Magot de Josefa en 1962, avant de tenir un rôle plus important dans Trois enfants dans le désordre, un an après. Il tient en 1969 un des rôles principaux du film La Promesse de Robert Freeman, aux côtés de Jacqueline Bisset, puis apparaît en 1977 dans le film Moi, fleur bleue avec Jean Yanne et Jodie Foster.
Dans le domaine du doublage, il prête sa voix à Zach Galligan dans Gremlins (1984), à Michelangelo dans la trilogie de films des Tortues Ninja, Numéro 5 dans Short Circuit, Martin Short dans L'Aventure intérieure, Eric Stoltz dans La Mouche 2, ou encore Brad Dourif (« Langue de serpent ») dans Le Seigneur des nnneaux.
Metteur en scène en 2006 de Victimes du devoir d'Eugène Ionesco et « militant artistique en faveur de l'action culturelle[réf. nécessaire] » tel qu'il se définit, il intervient en milieu scolaire et organise divers stages et cours.

## Théâtre
- 1964 : En attendant Godot de Samuel Beckett, mise en scène de Roger Blin, TNP
- 1985 : Le Paradis sur terre de Tennessee Williams, mise en scène Élisabeth Chailloux, Théâtre de l'Aquarium, Festival d'Avignon, théâtre des Quartiers d'Ivry
- 1987 : Alexandre le Grand de Racine, mise en scène Élisabeth Chailloux et Adel Hakim, théâtre de la Tempête
- 1998 : Horace de Pierre Corneille, mise en scène Marion Bierry, théâtre de l'Œuvre

## Filmographie

### Cinéma
Sous le nom de Jean-François Maurin
- 1963 : Le Magot de Josefa : l'enfant
- 1966 : Trois enfants dans le désordre de Léo Joannon : Georges
- 1966 : Le Jardinier d'Argenteuil de Jean-Paul Le Chanois : un gosse
- 1968 : L'Homme à la Buick de Gilles Grangier : un enfant
- 1969 : La Promesse de Robert Freeman : François
- 1970 : La Maison des bories de Jacques Doniol-Valcroze : Laurent Durras
- 1977 : Moi, fleur bleue

Sous le nom de Jean-François Vlérick
- 1983 : Liberty Belle : Boris
- 1991 : Rue Saint-Sulpice de Ben Lewin : Un apôtre

### Télévision

#### Téléfilms
Sous le nom de Jean-François Maurin
- 1962 : Quatrevingt-treize d'Alain Boudet (téléfilm) : Alain
- 1964 : L'Huître et la Perle : Greeley
- 1967 : La vie commence à minuit : Antoine
- 1967 : Le Voleur d'enfants : Antoine
- 1974 : Les Petits Enfants du siècle : Didi

Sous le nom de Jean-François Vlérick
- 1981 : L'Arme au bleu : Dumaître
- 1982 : Lorelei : Julien
- 1991 : L'Enfant des loups de Philippe Monnier : Rathier
- 2000 : Marie-Tempête : Pierre
- 2003 : Rien ne va plus de Michel Sibra : Valentin
- 2004 : Tout pour être heureux : Alex
- 2005 : L'Enfant de personne de Michaël Perrotta : Michel Delorme
- 2009 : Clara, une passion française : Hans Meyer
- 2012 : Clemenceau de Olivier Guignard : Jules Jeannene
- 2021 : Meurtres à Mulhouse : Nicolas Fongey

#### Séries télévisées
Sous le nom de Jean-François Maurin
- 1960 : La Belle Équipe d'Ange Casta
- 1967 : Malican père et fils : Alain
- 1976 : Adios d'André Michel : Jérôme adolescent

Sous le nom de Jean-François Vlérick
- 1978 : Médecins de nuit de Peter Kassovitz, épisode Hélène
- 1978 : Brigade des mineurs, épisode Une absence prolongée : David
- 1981 : Arcole ou la Terre promise : l'aspirant
- 1984 : La Dictée : Laurent
- 1985 : Les Enquêtes du commissaire Maigret, épisode Maigret au Picratt's de Philippe Laïk : l'inspecteur Janvier
- 1985 : Hello Einstein : Solovin
- 1986 : Cinéma 16, épisode Noël au Congo de Patrick Gandery-Réty : Fred
- 1987 : Albert Schweitzer : Albert Schweitzer 18 à 33 ans
- 1989 : Tantie
- 1989 : La Grande Cabriole
- 1993 : Maigret, épisode Maigret et les Témoins récalcitrants : Sainval
- 1995 : Julie Lescaut, épisode Bizutage : Malfrat
- 1998 : La Poursuite du vent de Nina Companeez : Thomas
- 2003-2005 : Le juge est une femme (série) :
  - 2003 - Mort en salle de Stéphane Kappes : Dan
  - 2005 - Ficelle de Jean-Marc Seban : l'avocat
- 2006 : Commissaire Moulin : le brigadier quai de Seine
- 2008 : Avocats et Associés, épisode Défenses illégitimes : l'avocat général
- 2008 : Sœur Thérèse.com, épisode Thérèse et le Voyant : Bernard
- 2010 : Engrenages : Claude Hermann
- 2011 : Les Procès de l'histoire, épisode L'Affaire du collier de la Reine : le baron de Breteuil
- 2013 : Petits secrets entre voisins : Jacques Suissa
- 2015 : Une chance de trop : Paul Lambert
- 2015 : Plus belle la vie : Yves

## Doublage
Note : Les dates en italique correspondent aux sorties initiales des films dont Jean-François Vlérick a assuré le redoublage ou le doublage tardif.

### Cinéma

#### Films
- Eric Stoltz dans :
  - La Mouche 2 (1989) : Martin Brundle
  - Naked in New York (1993) : Jake Briggs
  - Fluke (1995) : Jeff Newman
  - Grace of My Heart (1996) : Howard Cazsatt
  - Anaconda, le prédateur (1997) : Dr Steven Cale
  - Les Lois de l'attraction (2002) : Lance Lawson
  - L'Effet papillon (2004) : George Miller

- Martin Short dans  :
  - L'Aventure intérieure (1987) : Jack Putter
  - Les Trois Fugitifs (1989) : Ned Perry
  - Danger public (1991) : Eugene Proctor
  - Mars Attacks! (1996) : Jerry Ross
  - Jiminy Glick in Lalawood (2004) : Jiminy Glick / David Lynch

- Brad Dourif dans  :
  - Le Seigneur des anneaux : Les Deux Tours (2002) : Gríma « Langue de Serpent »
  - Le Seigneur des anneaux : Le Retour du roi (2003) : Gríma « Langue de Serpent »
  - Bad Lieutenant : Escale à La Nouvelle-Orléans (2009) : Ned Schoenholtz
  - Priest (2011) : le vendeur ambulant
  - Sans compromis (2012) : le shérif Connors
- Bill Moseley dans  :
  - La Maison des mille morts (2003) : Otis B. Driftwood
  - The Devil's Rejects (2005) : Otis B. Driftwood
  - 3 from Hell (2019) : Otis B. Driftwood
  - Prisoners of the Ghostland (2021) : le gouverneur

- David Thewlis dans :
  - Basic Instinct 2 (2006) : Roy Washburn
  - London Boulevard (2010) : Jordan
  - Le Cinquième Pouvoir (2013) : Nick Davies
  - Régression (2015) : Dr Kenneth Raines

- Vincent D'Onofrio dans :
  - The Player (1992) : David Kahane
  - Stuart sauve sa famille (1995) : Donnie Smalley
  - Oiseaux de paradis (2021) : Scott Sanders

- Jared Harris dans :
  - Perdus dans l'espace (1998) : Will Robinson adulte
  - L'Étrange Histoire de Benjamin Button (2008) : le capitaine Mike
  - Paganini, le violoniste du diable (2013) : Urbani

- Rhys Ifans dans :
  - Le 51e État (2002) : Iki
  - Informers (2008) : Roger
  - Passion Play (2010) : Sam Adamo

- Kiefer Sutherland dans :
  - Un printemps sous la neige (1984) : Donald Campbell
  - Génération perdue (1987) : David

- Tim Blaney dans :
  - Short Circuit (1986) : Numéro 5
  - Appelez-moi Johnny 5 (1988) : Johnny 5

- Peter Berg dans :
  - Shocker (1989) : Jonathan Parker
  - La Couleur de l'arnaque (1996) : Terry Conklin

- Michelan Sisti dans :
  - Les Tortues Ninja (1990) : Michelangelo
  - Les Tortues Ninja 2 (1991) : Michelangelo

- Matt Craven dans :
  - Blue Steel (1990) : Howard
  - Lou (2022) : le shérif Rankin

- Ned Dennehy dans :
  - Blitz (2011) : Radnor
  - Mandy (2018) : Frère Swan

- 1973 : American Graffiti : un jeune en voiture[Qui ?]
- 1973 : Amarcord : Tatti (Bruno Zanin)
- 1974 : Parfum de femme : Ciccio (Alessandro Momo)
- 1974[8] : La Tour infernale : l'homme visitant l'appartement (Harry Hickox)
- 1976 : Car Wash : Irwin (Richard Brestoff)
- 1977 : La Fièvre du samedi soir : John-Billy (Paul Pape) (1er doublage)
- 1978 : Les Dents de la mer 2 : Eddie (Gary Dubin (en))
- 1979 : American Graffiti, la suite : Steve Bolander (Ron Howard)
- 1980 : Le Bal de l'horreur : Drew Shinnick (Jeff Wincott)
- 1982 : L'Homme de la rivière d'argent : Jim Craig (Tom Burlinson)
- 1982 : Meurtres en 3 dimensions : Andy Beltrami (Jeffrey Rogers)
- 1983 : Le Retour de l'inspecteur Harry : Hawkins (Kevyn Major Howard)
- 1984 : Gremlins : William « Billy » Peltzer (Zach Galligan)
- 1984 : Les Démons du maïs : Amos (John Philbin)
- 1985 : Mad Max : Au-delà du dôme du tonnerre : Slake (Tom Jennings)
- 1985 : Vampire, vous avez dit vampire ? : Charly Brewster (William Ragsdale)
- 1985 : Enemy : Joey Wooster (Lance Kerwin)
- 1985 : St. Elmo's Fire : Kevin Dolenz / Andrew (Andrew McCarthy)
- 1985 : Police fédérale, Los Angeles : John Vukovich (John Pankow)
- 1986 : Week-end de terreur : Skip St. John (Griffin O'Neal)
- 1986 : Extra Sangsues : Chris (Jason Lively)
- 1986 : Stand by Me : Vince Desjardins (Jason Oliver)
- 1986 : Link : Tom (David O'Hara)
- 1986 : Platoon : le soldat terrifié (Mathew Westfall)
- 1987 : Superman 4 : Lenny (Jon Cryer)
- 1987 : Dirty Dancing : Neil Kellerman (Lonny Price)
- 1987 : Une chance pas croyable : George (Christopher McDonald)
- 1987 : Cold Steel : Sur le fil du rasoir : Dorian Michael 'Mick' Duran (Adam Ant)
- 1988 : Biloxi Blues : Roy Selridge (Markus Flanagan)
- 1989 : Indiana Jones et la Dernière Croisade : Roscoe (Bradley Gregg (en))
- 1989 : Le Cercle des poètes disparus : Richard Cameron (Dylan Kussman)
- 1989 : Les Maîtres de l'ombre : Michael Merriman (John Cusack)
- 1989 : Haute Sécurité : première base (Larry Romano)
- 1990 : Deux flics à Downtown : Alex Kearney (Anthony Edwards)
- 1990 : L'Expérience interdite : David Labraccio (Kevin Bacon)
- 1990 : Mo' Better Blues : Rhythm Jones (Jeff « Tain » Watts)
- 1990 : Tante Julia et le Scribouillard : Martin Loader (Keanu Reeves)
- 1991 : Chienne de vie : Yo (Raymond O'Connor)
- 1991 : The Doors : Ray Manzarek (Kyle MacLachlan)
- 1991 : Grand Canyon : Otis (Patrick Malone)
- 1991 : Le Père de la mariée : Bryan McKenzie (George Newbern)
- 1991 : Le Vol de l'Intruder : Hardesty (Scott N. Stevens)
- 1991 : Les Indomptés : Charlie « Lucky » Luciano (Christian Slater)
- 1991 : Zandalee : Johnny (Nicolas Cage)
- 1991 : Un amour de prof : Geoffrey (Bill Irwin)
- 1992 : Reservoir Dogs : Eddie « Nice Guy » Cabot (Chris Penn)
- 1993 : Menace to Society : Nick (Dave Kirsch)
- 1993 : Cliffhanger : Traque au sommet : Evans (Max Perlich)
- 1993 : La Liste de Schindler : Albert Hujar (Norbert Weisser)
- 1995 : Apollo 13 : Fred Haise (Bill Paxton)
- 1995 : Broken Arrow : un Officier expliquant les dégâts de la bombe (Raymond Cruz)
- 1996 : Independence Day : un pilote de l'hélicoptère d'accueil[9][Qui ?]
- 1997 : Men in Black : Perp, l'extraterrestre aux paupières (Keith Campbell)
- 1997 : Contact : Willie (Max Martini)
- 1997 : Volte-face : Pollux Troy (Alessandro Nivola)
- 1998 : Godzilla : le sergent O'Neal (Doug Savant)
- 1999 : Peur bleue : Tom « Scoggs » Scoggins (Michael Rapaport)
- 2000 : Séquences et Conséquences : Joseph Turner White (Philip Seymour Hoffman)
- 2001 : Bienvenue à Collinwood : Pero (Sam Rockwell)
- 2002 : Amours suspectes : le laveur de vitres (Peter Sarsgaard)
- 2002 : Créance de sang : Jasper « Buddy » Noone (Jeff Daniels)
- 2004 : Alamo : Colorado Smith (Blue Deckert)
- 2004 : Le Jour d'après : Jason Evans (Dash Mihok)
- 2005 : The Jacket : Damon (Brendan Coyle)
- 2005 : Syriana : Danny Dalton (Tim Blake Nelson)
- 2007 : Postal : oncle Dave (Dave Foley)
- 2008 : Hot Protection : Norm (Sean Bridgers)
- 2008 : Au bout de la nuit : inspecteur Dante Demille (John Corbett)
- 2008 : Redbelt : Dylan Flynn (Randy Couture)
- 2008 : Semi-pro : Bobby Dee (Andy Richter)
- 2009 : La Comtesse : Dominic Vizakna (Sebastian Blomberg)
- 2009 : Girlfriend Experience : Philip (Philip Eytan)
- 2010 : Deadly Impact : Skittles (James Tarwater)
- 2010 : Il était une fois un meurtre : Peer Sommer (Ulrich Thomsen)
- 2011 : Cheval de guerre : sergent Sam Perkins (Geoff Bell)
- 2012 : Mille Mots : Robert Gilmore (Lennie Loftin)
- 2013 : Parker : August Hardwicke (Micah A. Hauptman)
- 2013 : Drift : Stan (Murray Dowsett)
- 2013 : Joe : Willie-Russell (Ronnie Gene Blevins)
- 2013 : Le Dernier Pub avant la fin du monde : le Réseau (Bill Nighy)
- 2013 : Légendes vivantes : Freddie Shapp (Dylan Baker)
- 2015 : Le Hobbit : Le Retour du roi du Cantal, de Léo Pons : voix additionnelles
- 2017 : Wonder Woman : Charlie (Ewen Bremner)
- 2017 : Baywatch : Alerte à Malibu : Mitch, le mentor de Mitch (David Hasselhoff) (caméo)
- 2018 : La Ballade de Buster Scruggs : le trappeur (Chelcie Ross)
- 2019 : Ça : Chapitre 2 : le vendeur de la boutique « Rose Doccaze, vêtements d’occase » (Stephen King) (caméo)
- 2020 : Les Évadés de Prétoria : le capitaine Schnepel (Grant Piro)
- 2020 : Archive : Vincent Sinclair (Toby Jones)
- 2022 : Black Crab : ? (?)
- 2022 : À l'ouest, rien de nouveau[réf. nécessaire]
- 2024 : La Planète des singes : Le Nouveau Royaume : Trevathan (William H. Macy)
- 2024 : Conclave : le cardinal Tremblay (John Lithgow)

#### Films d'animation
- 1940[n 2] : Pinocchio : Crapule (2e Doublage)
- 1983 : Tygra, la glace et le feu : Larn
- 1984[n 3] : Luke l'Invincible[10] : Udo (2e Doublage)
- 2002 : Mari Iyagi : le fiancé
- 2006 : Lucas, fourmi malgré lui : Stan Beals
- 2008 : Igor : Rapidos
- 2009 : Summer Wars : Mansaku Jinnouchi
- 2010 : Le Royaume de Ga'Hoole : Casus
- 2011 : Batman: Year One : Harvey Dent et Stan
- 2012 : Superman contre l'Élite : Superman cartoon, super bots
- 2013 : La Ligue des justiciers : Le Paradoxe Flashpoint : Eobard Thawne / Pr Zoom
- 2014 : Batman : Assaut sur Arkham : Captain Boomerang
- 2015 : Batman Unlimited : L'Instinct animal : voix additionnelles
- 2015 : Batman Unlimited : Monstrueuse Pagaille : Gueule d'argile et voix additionnelles
- 2015 : La Ligue des justiciers : Dieux et Monstres : Silas Stone, Ray Palmer, Michael Holt, Dr John Henry Irons / Steel et Mamie Bonheur
- 2015 : La Ligue des justiciers : Le Trône de l'Atlantide : David / Black Manta et Steve Trevor
- 2016 : Le Monde de Dory : Gill le Zancle
- 2017 : Tom et Jerry au pays de Charlie et la chocolaterie : voix additionnelles
- 2018 : La Mort de Superman : Dr John Henry Irons / Steel
- 2018 : Teen Titans Go! le film : voix additionnelles
- 2024 : Justice League: Crisis on Infinite Earths Part 1 : le professeur Anthony Ivo (en)
- 2024 : Transformers : Le Commencement : Starscream (en)[11]

### Télévision

#### Téléfilms
- Eric Stoltz dans :
  - Ma guerre dans la Gestapo (1991) : Franz Bueller
  - Une place vide (1994) : Bill Thomas
  - Don't Look Back (1996) : Jesse Parish
  - Inside (1996) : Marty

- 1990 : « Il » est revenu : William « Stuttering Bill » Denbrough (Richard Thomas)[12]
- 1997 : Face au mensonge : Bruce Simon Barker (John Ritter)
- 1999 : Johnny Tsunami (en) : Pete Kapahala (Yuji Okumoto)
- 2007 : Pandemic : Virus fatal : Gibby Smolak (Stephen Ramsey)
- 2007 : Mon fils Jack : le caporal John O'Leary (Richard Dormer)
- 2013 : Scandale au pensionnat : le sénateur Whitman (Timothy Busfield)
- 2019 : Deadwood, le film : Dr Cochran (Brad Dourif)
- 2021 : Noël à la ferme : ? (?)
- 2025 : Les Empoisonneurs : Martin Büscher (Wolf Bachofner)

#### Séries télévisées
- Christian Clemenson dans (8 séries) :
  - Brisco County (1993-1994) : Socrates Poole (27 épisodes)
  - The Practice : Donnell et Associés (1998) : Barry Wall (saison 2, épisode 27)
  - Les Experts : Miami (2009-2012) : Dr Tom Loman (52 épisodes)
  - The Glades (2011) : Ed Vickers (saison 2, épisode 9)
  - Californication (2014) : le conseiller conjugal (saison 7, épisode 9)
  - Legends (2014) : M. Porter (saison 1)
  - American Crime Story (2016) : Bill Hodgman (saison 1)
  - Colony (2017) : Dan Bennett (saison 2)

- Timothy Busfield dans (5 séries) :
  - À la Maison-Blanche (1999-2006) : Danny Concannon (28 épisodes)
  - FBI : Portés disparus (2004) : Ed Felder (3 épisodes)
  - Studio 60 (2006-2007) : Cal Shanley (22 épisodes)
  - New York, unité spéciale (2011) : Daniel Carter (saison 13, épisode 7)
  - Secrets and Lies (2015) : John Garner (saison 1)

- Jack Conley dans (4 séries) :
  - Angel (2001-2004) : Sahjhan (8 épisodes)
  - Saving Grace (2008-2010) : Nick Dewey (3 épisodes)
  - NCIS : Enquêtes spéciales (2009-2017) : l'inspecteur Danny Sportelli (3 épisodes)
  - Sons of Anarchy (2012) : le sergent Mackey (saison 5, épisodes 3 et 6)

- Brad Dourif dans (4 séries) :
  - Deadwood (2004-2006) : Doc Cochran (36 épisodes)
  - New York, police judiciaire (2008) : Dr David Lingard (saison 18, épisode 1)
  - New York, unité spéciale (2010) : Dr Iggy Drexel (saison 11, épisode 21)
  - Esprits criminels (2012) : Adam Rain (saison 8, épisode 10)

- Tom Goodman-Hill dans :
  - La Pire Semaine de ma vie (2004) : Ben (3 épisodes)
  - Mr Selfridge (2013-2016) : Roger Grove (38 épisodes)

- Dylan Baker dans :
  - New York, section criminelle (2009) : Henry Muller (saison 8, épisode 14)
  - Damages (2011) : Jerry Boorman (10 épisodes)

- Ewen Bremner dans :
  - MI-5 (2009) : Ryan Baisley (saison 8, épisode 6)
  - Strike Back (2010) : Gerald Baxter (saison 1, épisodes 5 et 6)

- Eric Stoltz dans :
  - Caprica (2009-2010) : Daniel Graystone (18 épisodes)
  - Madam Secretary (2015-2019) : Will Adams (11 épisodes)

- Steven Michael Quezada dans :
  - Breaking Bad (2011-2013) : Steven Gomez (2e voix, saisons 4 et 5)
  - Better Call Saul (2020) : Steven Gomez (saison 5, épisodes 3 et 4)

- 1974-1979 : MASH : le caporal Walter « Radar » O'Reilly (Gary Burghoff) (2e voix, saisons 3 à 8)
- 1979-1981 : Shérif, fais-moi peur : Beauregard « Bo » Duke (John Schneider) (2e voix, saisons 2 et 3)
- 1983 : V : Brian (Peter Nelson) (mini-série)
- 1983 : L'Homme qui tombe à pic : Baba Love Truth (Wings Hauser) (saison 2, épisode 23)
- 1999: Sydney Fox, l'aventurière Dallas Carter (John Schneider) (saison 1, épisode 12)
- 2000-2003 : Farscape : Stark (Paul Goddard) (35 épisodes)
- 2004 : Stargate Atlantis : Zarah (Robert Thurston) (saison 1, épisode 14)
- 2004 : The Shield : Lex (Wiley Pickett) (saison 3, épisode 1)
- 2006 : Stargate SG-1 : l'émissaire Varta (William Atherton) (saison 9, épisode 12)
- 2009-2010 : Lie to Me : Kyle (Anthony Starke) (saison 2, épisode 1) et Bill « Big Brother » Jones (Christopher Darga) (saison 3, épisode 5)
- 2010 : Hercule Poirot : Michael Garfield (Julian Rhind-Tutt) (saison 12, épisode 3)
- 2013 : Dracula : Dr William Murray (Anthony Calf) (4 épisodes)
- 2013-2018 : Suits : Avocats sur mesure : Gordon (James McCaffrey) (3 épisodes)
- 2013-2020 : Vikings : Floki (Gustaf Skarsgård) (68 épisodes)
- 2014-2020 : Blacklist : Glen Carter (Clark Middleton) (13 épisodes)
- 2015 : Brooklyn Nine-Nine : l'agent Piln (Seth Morris) (saison 2, épisode 15) et Dan Yaeger (James Morrison) (saison 2, épisode 16)
- 2015-2018 : The Last Kingdom : Storri (Henning Valin Jakobsen) (5 épisodes)
- 2016-2017 : Les Chroniques de Shannara : Slanter (Jared Turner (en) puis Glen Levy) (15 épisodes)
- 2016-2018 : Chicago Fire : Ramon Dawson (Daniel Zacapa (en)) (7 épisodes)
- 2017 : Twin Peaks : Dr Lawrence Jacoby (Russ Tamblyn) (saison 3)
- 2017 : Scandal : Theodore Peus (David Warshofsky) (saison 6)
- 2017-2021 : Atypical : Doug Gardner (Michael Rapaport) (31 épisodes)
- 2018-2019 : Goliath : James « JT » Reginald III (Paul Williams) (7 épisodes)
- 2019 : Good Omens : Hastur (Ned Dennehy) (saison 1)
- 2019 : iZombie : Martin Roberts (Bill Wise (en))
- 2019 : NCIS : Enquêtes spéciales : le président Lance Rama (David L. King) (saison 17, épisode 3)
- 2022 : Stranger Things : Victor Creel (Robert Englund) (saison 4)
- 2022 : Bosch: Legacy : l'inspecteur Nikita Bulgakov (Dimitry Rozental) (saison 1, épisodes 3 et 7)
- 2022 : The Dropout : Richard Fuisz (William H. Macy) (mini-série)
- 2022 : The Watcher : l'inspecteur Rourke Chamberland (Christopher McDonald) (mini-série)
- 2022 : Andropause : Yusuf (Engin Günaydın (tr))
- 2022 : The Offer : Peter Lovano (Joe Marinelli (en)) (mini-série)
- 2022 : Mo : Buddy (Walt Roberts)
- 2022 : La Disparue de Lørenskog : Frode Karlberg (Svein Roger Karlsen (no)) (mini-série)
- 2023 : Florida Man : Buzz (Mark Jeffrey Miller)
- 2023 : Minx : ? (?)
- 2023 : La Diplomate : ? (?)
- 2023 : Le Continental : D'après l'Univers de John Wick : Gene Jenkins (Ray McKinnon) (mini-série)
- 2023 : Song of the Bandits (en) : Kimura (Kim Seol-jin)
- 2025 : La Meneuse : Irv Plotkin (Jim O'Heir)

#### Séries d'animation
- 1978[n 4] : Le Plein de super : Robin (épisode 36)
- 1987 : Rahan, fils des âges farouches : Meta (épisode 20)
- 1987[n 5] : Le Collège fou, fou, fou : Ted (épisodes 84 et 85)
- 1993 : Gargantua : Panurge
- 1993-2003[13] : JoJo's Bizarre Adventure : Dio Brando (en) (OAVs 1 et 2)
- 1996[n 6] : L'Incroyable Hulk : Mitch McCutcheon / Zzzax (épisode 3)
- 1996[n 7] : Slayers Next : le roi Moross
- 1998 : Princesse Shéhérazade : le cheikh Zakaria (épisode 30)
- 2000[n 8] : Argento Soma : M. X/David Lorenz
- 2001[n 9] : Hikaru no go : Hirose et Akota
- 2003[n 10] : Fullmetal Alchemist : Majhal
- 2003[n 11] : Last Exile : voix additionnelles
- 2004[n 12] : Monster : Jones (épisode 20)
- 2005 : Enfer et Paradis : Bob Makihara
- 2005 : Batman : Cluemaster
- 2005 : La Ligue des justiciers : Deadshot (épisode 69)
- 2014 : Prenez garde à Batman ! : Michael Holt et un voleur (épisode 1), Junkyard Dog (épisode 3), un ninja et un agent de sécurité (épisode 4)
- 2014-2024 : Wakfu : Sipho et le garde en chef
- 2017-2018 : La Ligue des justiciers : Action : La Calculette, Maton (épisode 33) et les deux policiers (épisodes 38 et 41)
- depuis 2021 : Invincible : Cecil Stedman[n 13]
- 2022 : Cyberpunk: Edgerunners : Charcudoc
- 2022 : Bastard!! : Jodoh et Die Amond chauve-souris
- 2023 : Star Wars: Visions : le commandant (saison 2, épisode 8) et Abat (saison 2, épisode 9)
- 2023 : Pluto : Alexander
- 2023 : My Adventures with Superman : Pr Anthony Ivo / Parasite
- 2024 : Re:Zero − Re:vivre dans un autre monde à partir de zéro : Heinkel Astrea (saison 3)
- 2025 : Moonrise (en) : Wise Crowne[n 14]

### Jeux vidéo
- 2009 : Dragon Age: Origins : The Architect
- 2009 : Warhammer 40,000: Dawn of War II : Tarkus
- 2010 : Warhammer 40,000: Dawn of War II - Chaos Rising : Tarkus
- 2011 : Batman: Arkham City : Mr Freeze[n 15]
- 2011 : Dungeon Siege III : Divers rôles
- 2011 : Warhammer 40,000: Dawn of War II - Retribution : Tarkus
- 2011 : Star Wars: The Old Republic : voix additionnelles[n 16]
- 2012 : Rhythm Thief et les Mystères de Paris : Inspecteur Vergier[n 16]
- 2012 : Dishonored : Pierro Joplin[n 17],[n 16]
- 2013 : Batman: Arkham Origins : Mr Freeze (DLC : Un Cœur de Glace)
- 2013 : D&D Neverwinter : Divers rôles
- 2013 : Ryse: Son of Rome : Leontius[n 16]
- 2014 : Firefall (en) : Larry Luau
- 2014 : Murdered: Soul Suspect : Dwayne
- 2014 : Sunset Overdrive : divers rôles[n 16]
- 2014 : Assassin's Creed Rogue : Arend[n 16]
- 2014 : Titanfall : la voix du tutorial et Spyglass
- 2014 : Watch Dogs : voix additionnelles[n 16]
- 2015 : Batman: Arkham Knight : Mr Freeze
- 2015 : Bloodborne : Ludwig[n 16]
- 2015 : Evolve : Lazarus
- 2015 : Assassin's Creed Syndicate : David Brewster[n 16]
- 2015 : Fallout 4 : voix additionnelles[n 16]
- 2017 : Injustice 2 : Mr Freeze[n 16]
- 2016 : The Witcher 3: Wild Hunt – Blood and Wine : Charles Lanzano et voix additionnelles
- 2017 : La Terre du Milieu : L'Ombre de la guerre : divers Uruks[n 16]
- 2017 : For Honor : voix additionnelles[n 16]
- 2017 : Assassin's Creed Origins : voix additionnelles[n 16]
- 2017 : Final Fantasy XV: Episode Gladiolus : voix additionnelles[n 16]
- 2018 : Lego DC Super-Vilains : Mr Freeze[n 16]
- 2019 : Blacksad: Under the Skin : Craig Spannow[n 16]
- 2020 : Warcraft III: Reforged : voix additionnelles[n 16]
- 2021 : Necromunda: Hired Gun : Rogue Doc[n 15],[n 16]
- 2022 : Horizon Forbidden West : Savohar, le capitaine Martinez et voix additionnelles
- 2022 : Marvel's Midnight Suns : le docteur Faustus
- 2023 : Final Fantasy XVI : Mathieu et voix additionnelles
- 2023 : Tintin Reporter : Les Cigares du pharaon : Mel G. Ford, le directeur de l'hôpital, le timonier de la mer rouge et voix additionnelles
- 2024 : Unknown 9: Awakening : ?
- 2024 : Warhammer 40,000: Space Marine 2 : Imurah et voix additionnelles
- 2025 : Assassin's Creed Shadows : ?

### Direction artistique

#### Téléfilms
- 2012 : Coupable d'infidélité[n 15]
- 2022 : La Disparue de Yellowstone[n 15]

#### Séries télévisées
- 2014 : Crossbones[n 15]

#### Jeux vidéo
- 1996 : Versailles 1685 : Complot à la cour du Roi Soleil[n 16],[n 18]
- 1997 : Égypte : 1156 av. J.-C. - L'Énigme de la tombe royale[n 18]
- 1998 : Chine : Intrigue dans la Cité interdite[n 18],[n 15]
- 2000 : Égypte II : La Prophétie d'Héliopolis[n 18]
- 2004 : Égypte III : Le Destin de Ramsès[n 18]